# Héctor G. Palmer
Héctor García Palmer (Barcelona, 1974) es un biólogo e investigador español, especialista en bioquímica, biología molecular y genómica. Ha centrado sus investigaciones en oncología traslacional molecular, células madres, células tumorales y cáncer de colon. Es investigador principal del grupo de Células madre y cáncer del Instituto de Oncología del Hospital Valle de Hebrón (VHIO).

## Formación
Héctor Palmer es licenciado en Ciencias Biológicas de la Universidad Autónoma de Barcelona desde 1997. En 2001 finalizó el doctorado en Bioquímica y Biología Molecular de la Universidad Autónoma de Madrid. Desde 2001 a 2003 realizó estudios posdoctorales en el Instituto de Investigaciones Biomédicas (CSIC-UAM, Madrid), y desde 2004 a 2008 en el Research Institute-Cancer Research de Londres, Reino Unido.

## Actividad investigadora
Las líneas del grupo de investigación dirigido por Palmer en el VHIO son las siguientes: 
- Nuevos mecanismos de acción moleculares de la vía de señalización Wnt / beta-catenina en el cáncer de colon
- Función de las células madre cancerosas en la iniciación, progresión, metástasis y resistencia a los agentes anti-tumorales en el cáncer de colon.
- Vías de señalización clave en la inducción y mantenimiento de la quiescencia y la quimiorresistencia de las células madre normales y de las cancerosas

### Cáncer colorrectal e investigación traslacional
El grupo dirigido por Palmer ha investigado los mecanismos básicos de la biología del cáncer con una componente traslacional (establecer una relación entre paciente, investigación básica, aplicada y farmacológica). Estudiando de manera específica las proteínas Akt y beta-catenina.

### Células tumorales durmientes y metástasis
Las células tumorales durmientes o células resistentes son aquellas que dejan de responden a la quimioterapia al sufrir alguna alteración que impide su apóptosis (muerte) pero continúan con su potencial tumoral y son las responsables de las metástasis (extensión del cáncer a otros órganos y partes del cuerpo). En el año 2018 se publicó el artículo TET2 controls chemoresistant slow-cycling cancer cell survival and tumor recurrence donde se daba a conocer el descubrimiento de una nueva diana terapéutica, el factor epigenético TET2, que podría ayudar a eliminar las células resistentes a los fármacos y responsables de las recaídas y las metástasis en el cáncer de colon, cáncer de mama, cáncer de pulmón, glioblastoma y melanoma entre otros tumores.

## Premios, becas y honores
HG Palmer ha recibido los siguientes premios: 
- 2004 - Marie Curie Intra-Europea.[2]
- 2005 - Investigación del cáncer en el Reino Unido.
- 2012 - Beca Fero.[3]